# Waldeck Rochet
Waldeck Rochet (Sainte Croix, 5 d'abril de 1905 - Nanterre, 15 de febrer de 1983) fou un polític francès, secretari general del Partit Comunista Francès entre 1964 i 1972.

## Biografia

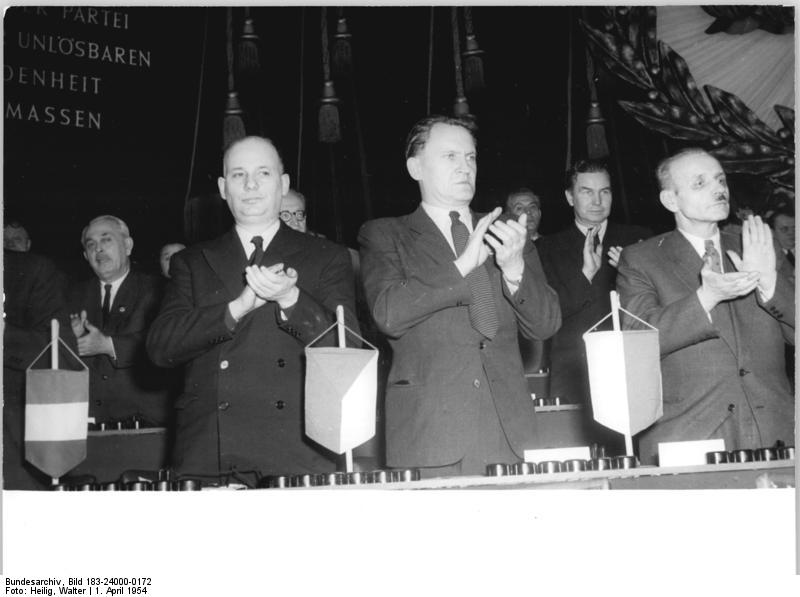
Rochet, primer per l'esquerra, a Berlín el 1954

Nascut el 5 d'abril de 1905 a Sainte Croix, al departament de Saona i Loira, s'afilià a les Joventuts Comunistes el 1923 i al propi Partit Comunista el 1924. Dirigí la secció agrària del Partit Comunista entre 1934 i 1964, moment en què fou succeït per Fernand Clavaud, i entrà a formar part l'any 1937 del Comitè Central del PCF. Romangué detingut en el context de la il·legalització del PCF entre 1939 i 1943.
Després de la fi de la guerra ocupà diversos càrrecs orgànics a l'estructura del PCF, convertint-se en secretari general del PCF al maig de 1964. Fou agent promotor de l'aliança amb els socialistes, a més de la unió de l'esquerra, que recolzà en bloc a François Mitterrand a les eleccions presidencials de 1965. Fou destituït com a secretari general del PCF l'any 1972, quan el succeí Georges Marchais.
Morí el 15 de febrer de 1983 a Nanterre, al departament d'Alts del Sena.